# Williard Cobb
Alfred Williard Cobb (* 19. Dezember 1929 in Baltimore) ist ein US-amerikanischer Tenor, Pianist und Musikpädagoge.

## Leben und Werk
Cobb studierte von 1947 bis 1951 am Tusculum College (Tennessee) zunächst Klavier. Seit 1957 studierte er am Oberlin College und seit 1961 am Trinity College of Music Gesang.
Er wurde als Konzertsänger in den Vereinigten Staaten, in England und in Deutschland bekannt. Von 1964 bis 1970 sang er als Tenor beim Studio der frühen Musik mit der Mezzosopranistin Andrea von Ramm vor allen Dingen mittelalterliche Vokalwerke. Er bot in seinen Vorträgen ein breites Repertoire aus dem Bereich des Oratoriums, der religiösen Vokalmusik und aus dem Liedgesang. Er gab in der BBC und im Bayerischen Rundfunk Konzerte und trat auch im Fernsehen auf.
Seine Stimme ist auf zahlreichen Tonträgereinspielungen der Label Telefunken, Odeon, HMV, Musical Heritage Society und der Decca-Video (Julius Cäsar von Händel) dokumentiert.